# Rhesus (groupe)
Pour les articles homonymes, voir Rhésus.
Rhesus est un groupe français de rock et power pop originaire de Grenoble, en Isère, actif entre 2001 et 2008. Signé au label PIAS en 2004, le groupe compte deux albums studio (Sad Disco, The Fortune Teller Said), une compilation (The B-Sides Collection) et trois EP (Rhesus, Meanwhile at the Party, et Round in Round in Circles).

## Histoire

### Débuts
Le groupe est formé entre mars et juin 2001 à Grenoble. Aurélien Marie (guitare, chant) rencontre tout d'abord Simon Nodet (batterie) grâce un EP 4 titres non commercialisé qu'Aurélien avait enregistré : A Voodoo Doll Killed the Clown. Aurélien fera ensuite connaissance de Laura Posello (basse). Une fois constitué, le groupe sort son premier EP (désormais épuisé), l'éponyme Rhesus, en octobre 2002, en autoproduction. Il comporte entre autres le titre Coma qui leur permettra de se faire remarquer par la presse spécialisée, ainsi que le titre plus post-rock Staircase. Une version alternative de Adjani en acoustique existe sur la compilation du label Un dimanche.
En décembre 2003, le groupe sort son deuxième EP : Meanwhile at the Party, composé de 6 titres dont 1 caché, également en autoproduction. Le groupe démontre une énergie parfois proche des Radiohead/Placebo des débuts avec des passages plus proches de Sonic Youth comme le morceau Hello[réf. nécessaire]. Il contient le premier single du groupe Your Smile is a Commercial Food.

### Reconnaissance
En janvier 2004, le groupe sort son troisième EP, Round in Round in Circles, en édition limitée à 500 exemplaires[source secondaire souhaitée]. Il comprend le titre Sugar Kid, le premier clip du groupe sur ce titre, la reprise Friday I am In Love des Cure et la version rock de leur premier single Your Smile is a Commercial Food. C'est ce même mois (janvier 2004) que le groupe se fait connaitre du grand public en remportant le concours Ceux qu'il faut découvrir organisé par le magazine culturel français Les Inrocks grâce au titre Your Smile is a Commercial Food.
En mars 2004 le groupe signe chez PIAS. Le premier album de Rhesus, intitulé Sad Disco, sort le 16 octobre 2005 en France. Enregistré en Belgique, le groupe présente 12 titres pop dans la même famille que les Coldplay, U2, Radiohead, Travis, dEUS, Weezer ou Ben Kweller. Sad Disco est accueilli unanimement comme le disque du renouveau de la scène rock française,,,. Ils deviennent lauréat du FAIR. Le 12 avril 2004, PIAS réédite leur deuxième EP,  Meanwhile at the Party,.
Le trio est réputé pour des live furieux et rock 'n' roll comme l'attestent les centaines de concerts donnés en France et à l'étranger[réf. nécessaire]. C'est d'ailleurs à l'issue d'une tournée marathon qu'est enregistré leur deuxième album,  The Fortune Teller Said, au studio Black Box d'Angers,. Produit par Nicolas Schauer, The Fortune Teller Said sort le lundi 24 septembre 2007 et attire également l'intérêt de la presse spécialisée,. Le premier extrait single Hey Darling était sorti au mois de mai de la même année.

### Séparation
Leur album The B-Sides Collection sort le 6 octobre 2008 à 250 exemplaires numérotés. Il s'agit d'une collection de 29 titres et un recueil de faces B et versions inédites. En décembre 2008, le groupe annonce qu'il fait une « pause » dans sa carrière musicale. 
Après des années d'errements, Aurélien revient finalement en solo, sous le pseudonyme de Lian Ray, avec l'album Rose chez Snowstar Records en mai 2020.

## Discographie

### Albums studio
- 2005 : Sad Disco (PIAS)
- 2007 : The Fortune Teller Said (PIAS)
- 2008 : The B-Sides Collection

### EP
- 2002 : Rhesus
- 2003 : Meanwhile at the Party
- 2004 : Round in Round in Circles